# Musah Nuhu
Musah Nuhu (Accra, 1997. január 17. –) ghánai korosztályos válogatott labdarúgó, a svájci St. Gallen hátvéde.

## Pályafutása

### Klubcsapatokban
Musah Nuhu a ghánai fővárosban, Accrában született. 
2016-ban debütált a New Edubiase felnőtt csapatában. 2017-ben átigazolt a WAFA együtteséhez. A 2018–2019-es szezont kölcsönjátékosként a svájci első osztályban szereplő St. Gallennél töltötte.  Először a 2019. február 6-ai, Zürich elleni mérkőzésen lépett pályára. Első gólját a 2019. május 22-ei, Young Boys elleni találkozón szerezte. 2019-ben hároméves szerződést írt alá a svájci klubbal. 2022 júliusa és decembere között a finn első osztályban érdekelt KuPS csapatát erősítette kölcsönben.

### A válogatottban
Nuhu 2019-ben mutatkozott be a ghánai U23-as válogatottban.

## Statisztikák
2022. augusztus 20. szerint
| Klub                    | Szezon   | Osztály        | Bajnokság | Bajnokság | Kupa  | Kupa | Nemzetközi | Nemzetközi | Összesen | Összesen |
| Klub                    | Szezon   | Osztály        | Meccs     | Gól       | Meccs | Gól  | Meccs      | Gól        | Meccs    | Gól      |
| ----------------------- | -------- | -------------- | --------- | --------- | ----- | ---- | ---------- | ---------- | -------- | -------- |
| New Edubiase            | 2016     | Premier League | 21        | 0         | 0     | 0    | —          | —          | 21       | 0        |
| WAFA                    | 2017     | Premier League | 20        | 2         | 0     | 0    | —          | —          | 20       | 2        |
| WAFA                    | 2018     | Premier League | 13        | 2         | 0     | 0    | —          | —          | 13       | 2        |
| WAFA                    | Összesen | Összesen       | 33        | 4         | 0     | 0    | 0          | 0          | 33       | 4        |
| St. Gallen (kölcsönben) | 2018–19  | Super League   | 13        | 1         | 0     | 0    | —          | —          | 13       | 1        |
| St. Gallen              | 2019–20  | Super League   | 4         | 0         | 0     | 0    | —          | —          | 4        | 0        |
| St. Gallen              | 2020–21  | Super League   | 11        | 0         | 1     | 0    | —          | —          | 12       | 0        |
| St. Gallen              | 2021–22  | Super League   | 9         | 0         | 1     | 0    | –          | –          | 10       | 0        |
| St. Gallen              | Összesen | Összesen       | 37        | 1         | 2     | 0    | 0          | 0          | 39       | 1        |
| KuPS (kölcsönben)       | 2022     | Veikkausliiga  | 3         | 0         | 0     | 0    | 2          | 0          | 5        | 0        |
| Összesen                | Összesen | Összesen       | 94        | 5         | 2     | 0    | 2          | 0          | 98       | 5        |

## Sikerei, díjai
St. Gallen
- Super League
  - Ezüstérmes (1): 2019–20

- Svájci Kupa
  - Döntős (2): 2020–21, 2021–22

KuPS
- Finn Kupa
  - Győztes (1): 2022